# Asso (Lombardei)

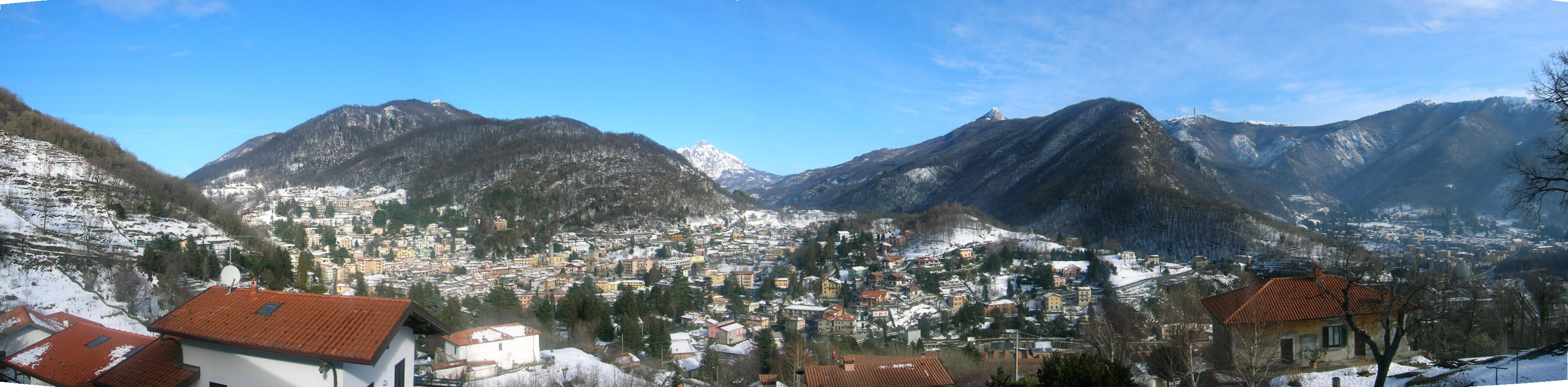
Asso im Winter

Asso ist eine Gemeinde mit 3504 Einwohnern (Stand 31. Dezember 2023) in der italienischen Provinz Como in der Region Lombardei. Sie ist eine der 31 Gemeinden der Comunità montana del Triangolo Lariano.

## Geographie
Die Gemeinde umfasst die Fraktionen Brazzova, Ca’ Nova, Fraino, Gallegno, Gemù, Megna, Mudronno, Pagnano und Scarenna.
Die Nachbargemeinden sind: Caglio, Canzo, Caslino d’Erba, Lasnigo, Rezzago, Sormano und Valbrona.

## Bevölkerungsentwicklung
Daten von ISTAT

## Sehenswürdigkeiten
- Von dem im 12. Jahrhundert erbauten Schloss ist nur noch der Turm gut erhalten.[2]
- Die Kirche von Johannes der Täufer wurde zwischen 1641 und 1675 erbaut. Sie bewahrt einen imposanter Hochaltar mit Fresko des Malers Raffaele Casnedi aus Dumenza im Aufsatz[3]
- Kirche Santissimo Crocifisso[4]
- Palazzo Visconti
- Palazzo Scupiotti
- Alte Mühle dei Mauri[5]
- Alte Mühle Valsecchi[6]
- Einige Brücken über den Fluss Lambro, zum Beispiel Punt de la Fola, Punt di Gubitt und Ponte Oscuro sind ebenfalls sehenswert.

## Infrastruktur
Asso bildet den Endpunkt der Bahnstrecke Mailand–Asso, welche in das Schnellbahnnetz von Mailand integriert ist.

## Politik
Dem Gemeinderat gehören neben der Bürgermeisterin Maria Giulia Manzeni, die im April 2008 gewählt wurde, noch 16 weitere Mitglieder an.

### Gemeindepartnerschaft
Asso ist seit 2001 mit der französischen Gemeinde Saint-Péray im Département Ardèche verschwistert.

## Persönlichkeiten
- Giaconto Menotti Serrati (1872–1926), Politiker, Sozialist dann Kommunist[7]

## Bilder

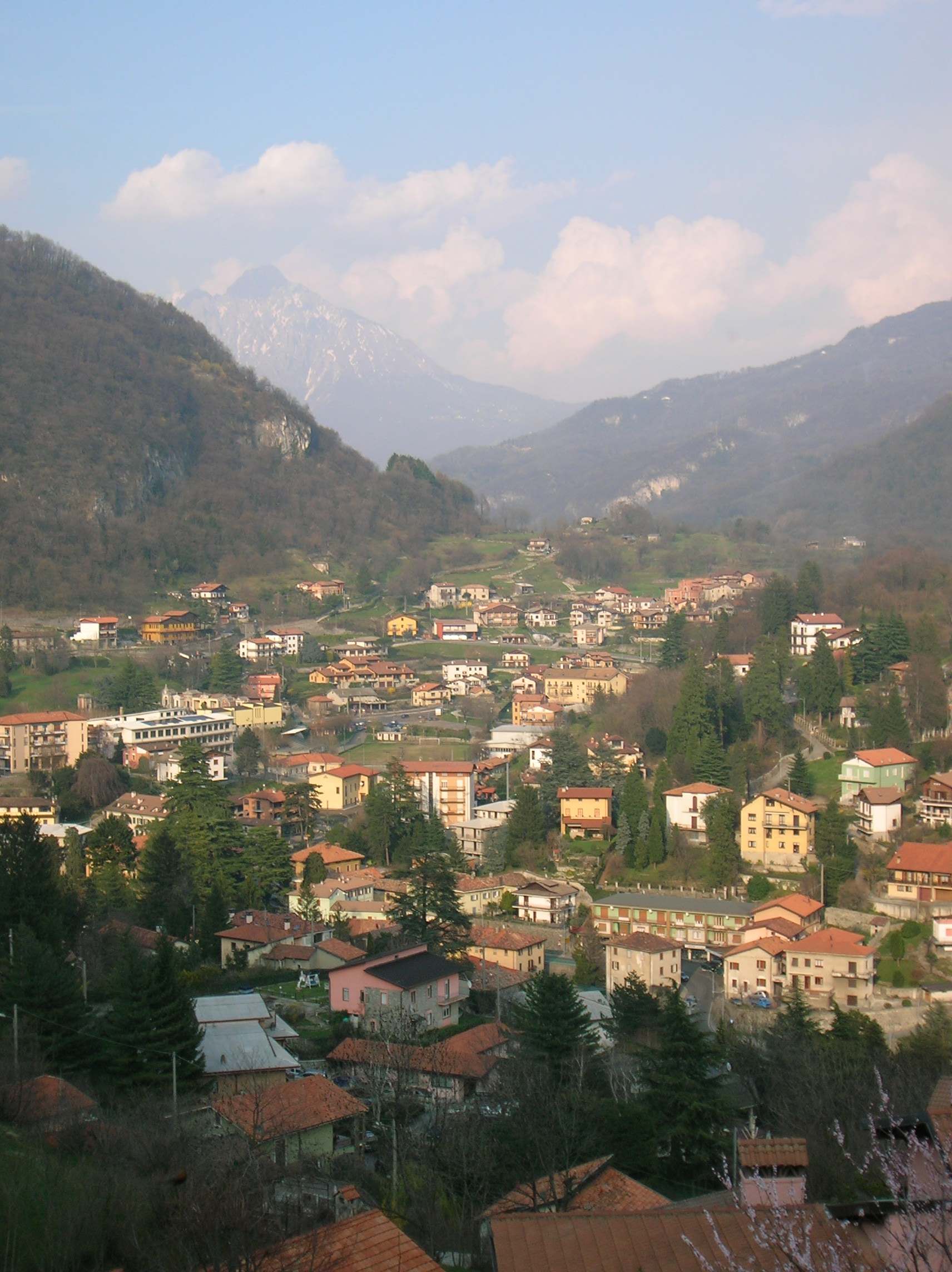
Asso
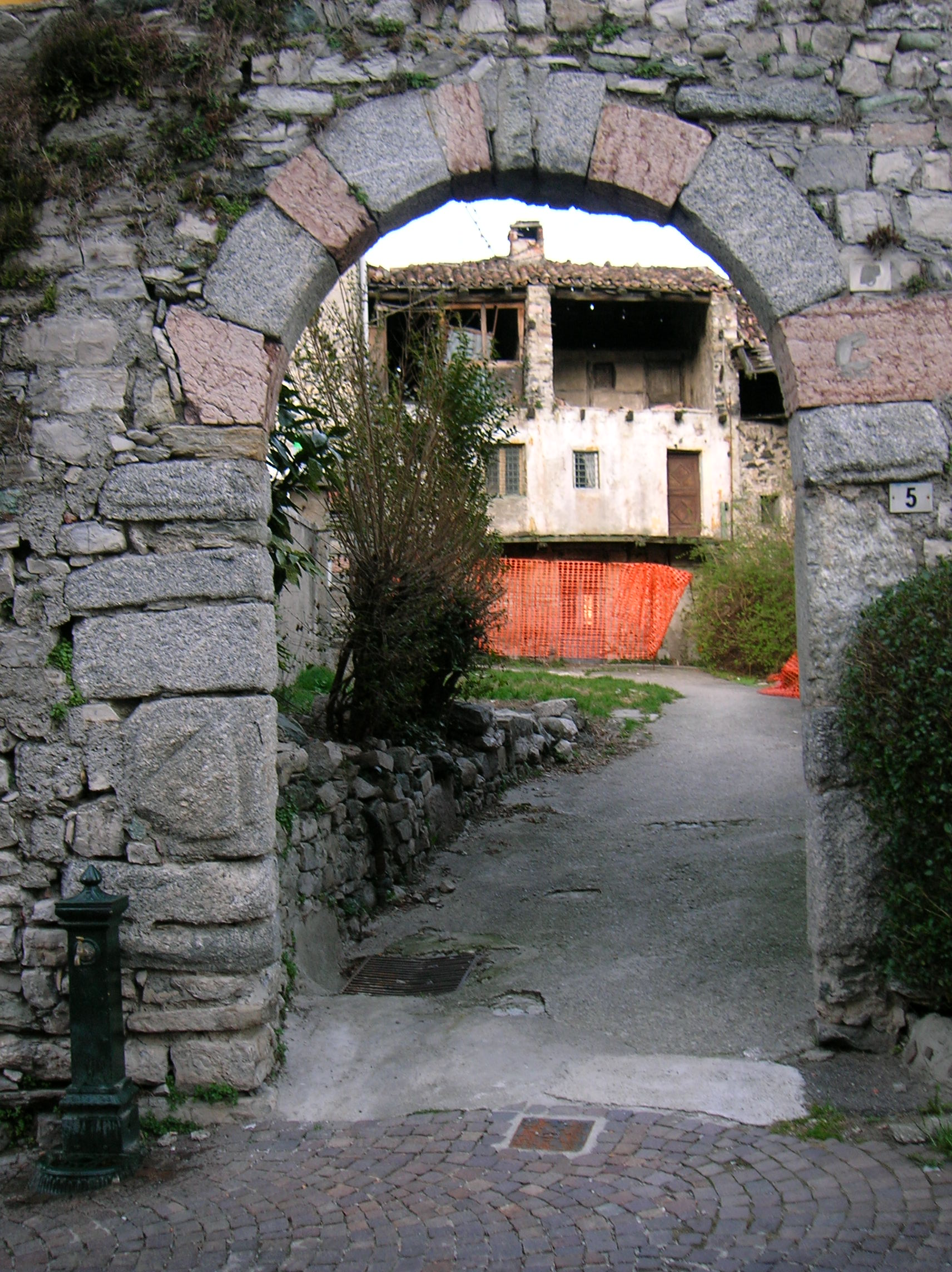
Eingang zum Schloss
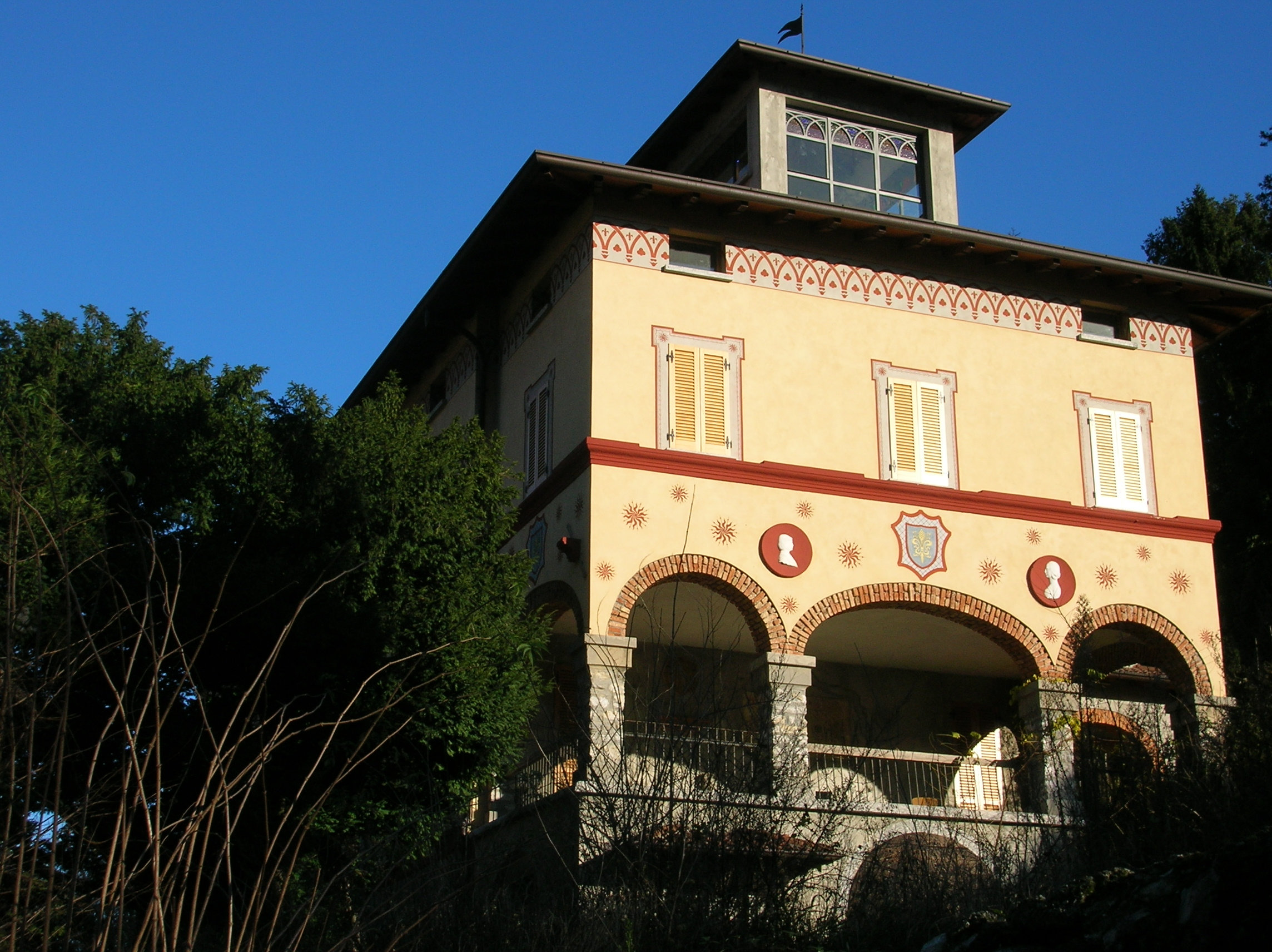
Villa Bertieri
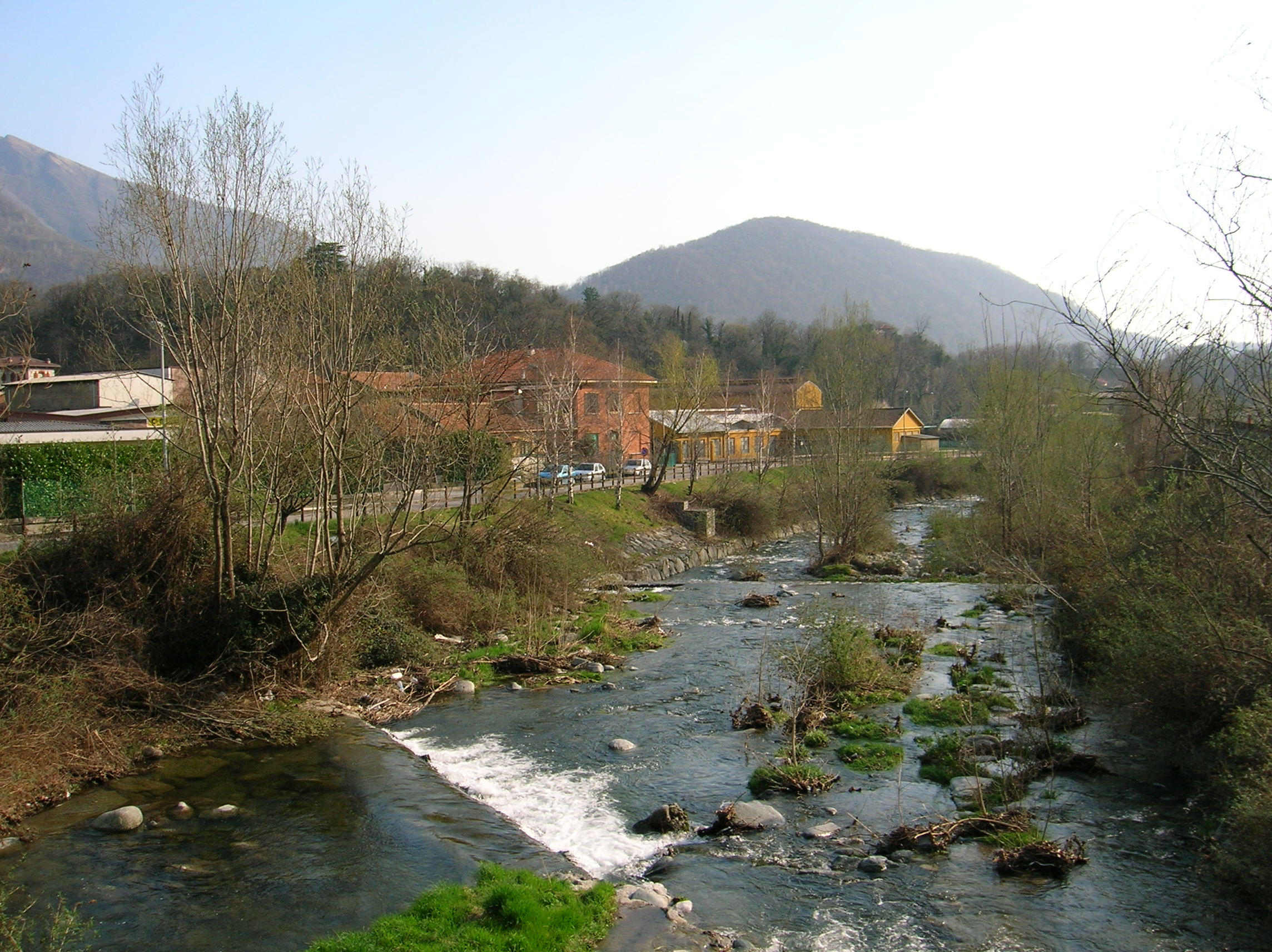
Am Lambro bei Asso
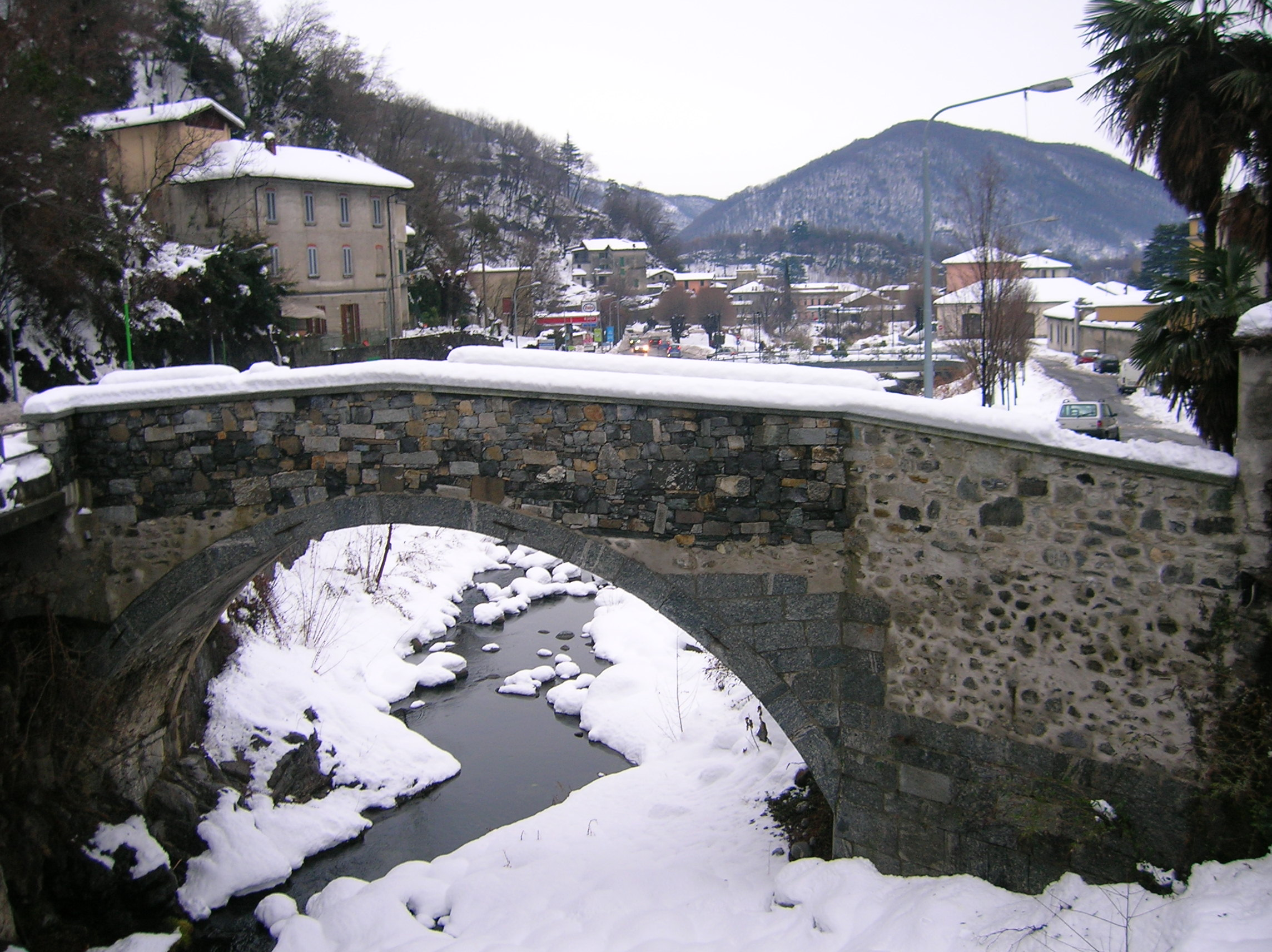
Punt de la Fola